# LAMP

The LAMP software bundle (here additionally with Squid). A high performance and high-availability solution for a hostile environment

LAMP — абревіатура набору вільного ПЗ з відкритим кодом, в який входять ОС Linux, вебсервер Apache, СКБД MySQL, та інтерпретатор Perl/PHP/Python — основні компоненти для побудови життєздатного багатоцільового вебсервера.
Існує покоління AMP подібних наборів, що працюють на інших системах, наприклад Microsoft Windows (WAMP), Mac OS (MAMP), Solaris (SAMP), чи OpenBSD (OAMP).

## Дивись також
- XAMPP
- Денвер (набір програм)
- Перелік Apache–MySQL–PHP пакетів